# Kilt

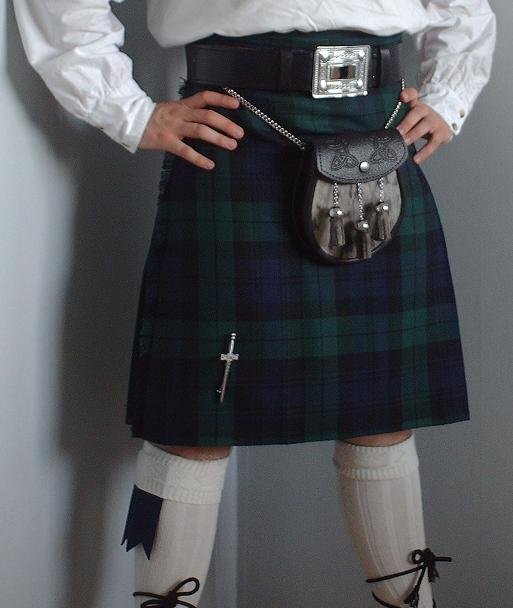
người đàn ông mặc chiếc kilt nhỏ

Kilt (tiếng Gael Scotland: fèileadh [ˈfeːləɣ]) được sử dụng để mô tả một tấm vải quấn quanh phần dưới cơ thể như dạng chiếc váy nam, và được cố định bằng 2—3 nút khóa dây đai. Kilt bắt nguồn từ bộ trang phục truyền thống của nam giới ở vùng núi phía Bắc Scotland vào thế kỷ 16.
Trang phục cũng gọi là váy Tartan, được dệt từ loại vải Tartan có hoa văn ca rô, dài đến đầu gối và có xếp li ở phần thân sau. Mỗi bộ tộc người Scotland đại diện cho những họa tiết tartan riêng biệt.
Kilt được xem là biểu tượng truyền thống của vùng cao nguyên Scotland và của nền văn hóa Celtic nói chung.

## Tên gọi
Thuật ngữ kilt là dạng từ tiếng Anh, xuất phát từ Anglo-Scotland, mang ý nghĩa "để quấn vải xung quanh cơ thể."
Cũng theo xuất phát tương đồng từ người Viking thuật ngữ kilt có nghĩa là "xếp li" (Tiếng Bắc Âu cổ: kjilt) mặc dù người Viking không sử dụng vải Tartan.

## Lịch sử

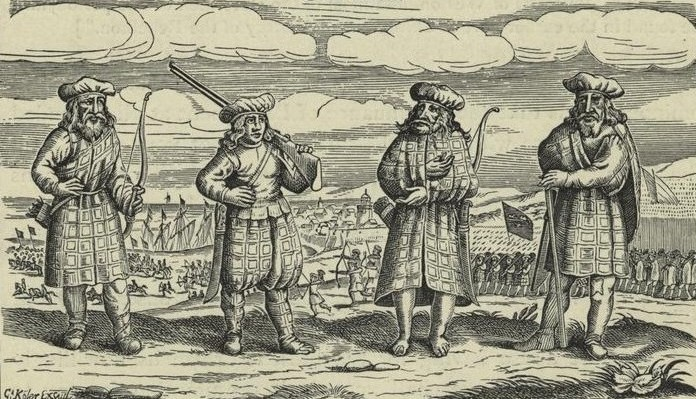
Các cung thủ người Scotland mặc váy kilt tartan năm 1613

Chiếc váy Kilt xuất hiện đầu tiên vào năm 1538. Chúng được sử dụng như những tấm vải dài mặc bởi những người đàn ông nói tiếng Gael thuộc vùng núi cao nguyên Scotland.
Theo một bài viết báo cáo của William Pinkerton năm 1858, trong tài liệu "Trang phục Cao nguyên Trung cổ và người Ailen" (The Highland Kilt and the Old Irish Dress), ông mô tả rằng địa hình thiên nhiên của người dân vùng Cao nguyên và người Ailen cổ đại, thường đi bằng chân trần và mặc một tấm áo choàng rộng thùng thình được nhuộm màu vàng nâu hoặc da dê. Về điều này, tấm vải cũng hỗ trợ như một chiếc chăn ngủ. Tấm vải quấn lên vai quanh cơ thể và tạo thành những nếp gấp dưới đầu gối.
Khi đó người dân vùng cao nguyên gọi chúng là breacan hoặc filleadh mòr mà ngày nay mọi người gọi là Kilt lớn (tiếng Anh: great kilt)
Những chiếc kilt đầu tiên ra đời được ghi nhận thường có màu trắng, màu nâu, màu xanh lá cây và màu đen. Người dân vùng cao nguyên tại Scotland đã sử dụng thực vật, rêu và quả mọng để nhuộm len. Khi kỹ thuật nhuộm và dệt được cải thiện vào cuối những năm 1800, các mẫu dệt kẻ sọc với màu sắc phong phú được phát triển và những thiết kế này gọi chung là vải Tartan.

### Những năm 1700-1745
Vào đầu những năm 1700, một thợ may trang phục quân đội người Anh tên là Parkinson, từ Lancashire đến vùng Cao nguyên để xem về trang phục của quân đội tại đây. Bị gặp nạn trong một cơn bão, Parkinson đã lánh nạn tại nhà của một Quakers tên là Thomas Rawlinson, người quản lý một công trình luyện quặng tại Inverness. Rawlinson than phiền với người thợ may Parkinson vì những khó khăn trong tình chiếc kilt quá cỡ và cồng kềnh để luyện quặng sắt và sản xuất than củi. Giải pháp của Parkinson là tách phần vải dài quấn trên vai ra và chỉ để lại một phần vải quấn như chiếc váy. Phần nửa dưới của kilt, tập hợp thành các nếp gấp, thắt ở thắt lưng và dài ngay trên đầu gối. Phát minh ý tưởng này còn gọi là Kilt nhỏ, hiện đại ngày nay.
Vì lý do hiệu quả và thực tế, Rawlinson đã mặc chúng trên cơ thể của ông và sau đó giới thiệu cho những người lao động làm việc. Trong một thời gian ngắn, chiếc Kilt nhỏ trở nên phổ biến tại vùng Cao nguyên, lẫn vùng Đất thấp phía nam của Scotland.

### Từ những năm 1745-1800

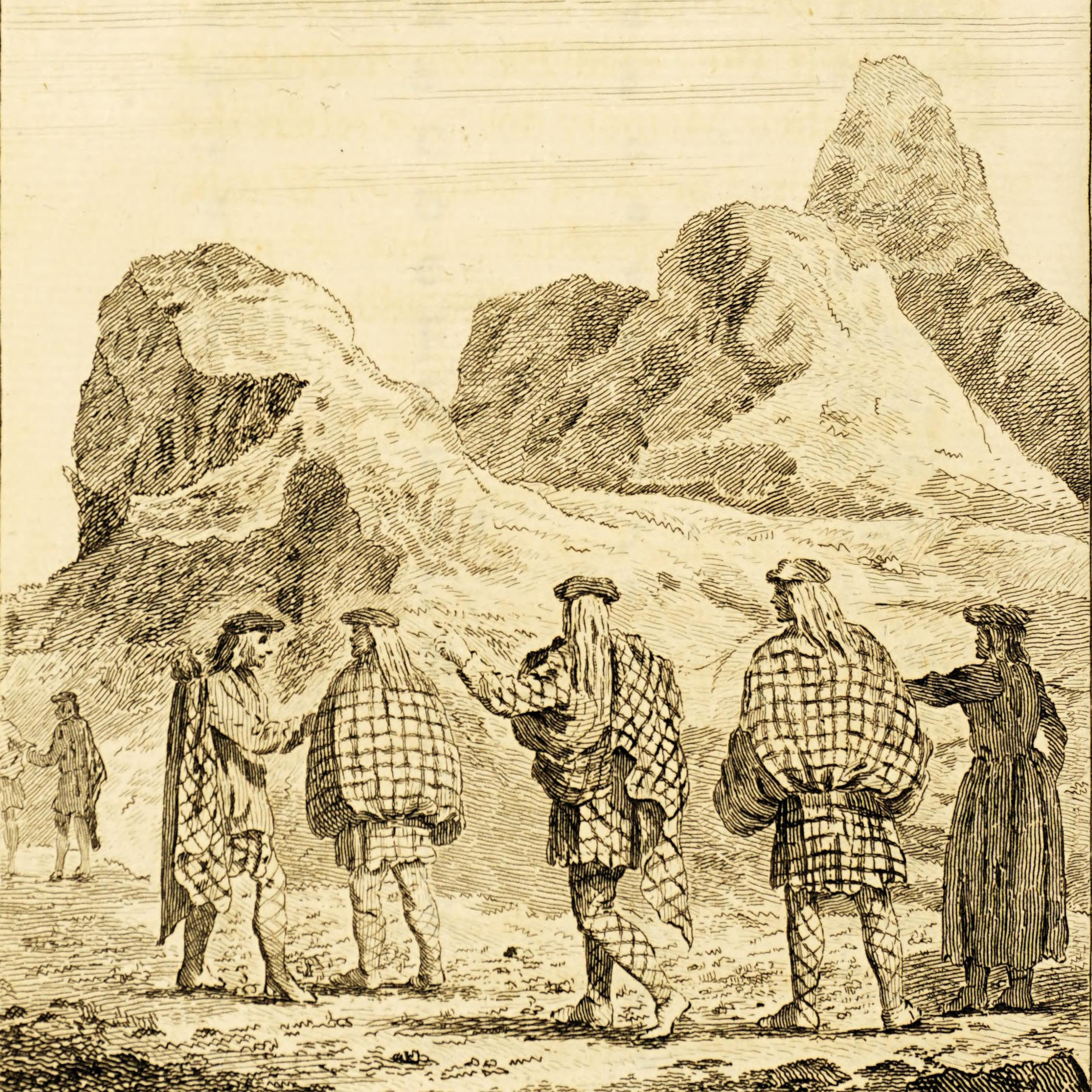
Minh họa một nhóm người di chuyển trong vùng Cao nguyên, 1730

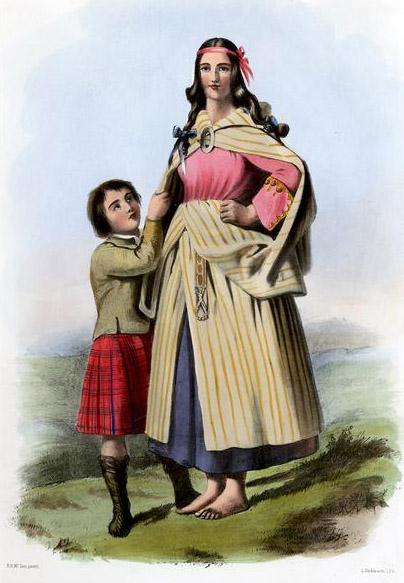
Người phụ nữ mặc chăn choàng dài đến mắt cá chân được gọi là Earasaidean, 1845

Không lâu sau phát minh ra đời của váy Kilt nhỏ, George II của Liên hiệp Anh cố gắng đàn áp văn hóa Cao Nguyên Scotland, và áp đặt bằng Đạo luật Ăn mặc năm 1746. Việc các quân đoàn Cao nguyên Scotland mặc trang phục quân đội giống như bất kỳ trang phục Tây Nguyên, bao gồm cả kilt tartan. Cuộc nổi loạn này được tổ chức bởi vua Charles Edward Stuart, đánh dấu nỗ lực cuối cùng của phái Jacobite để giành lại ngai vàng Anh.
Như trong các cuộc nổi dậy trước đây của phái Jacobite, còn được biết với tên gọi "Nhà tiên tri trẻ" (the Young Pretender) đã giành được sự ủng hộ của nhiều thủ lĩnh vùng cao và các gia tộc chiến binh của họ. Khi những người thuộc phái Jacobite bị đánh bại trong Trận chiến Culloden vào năm 1746, bởi Công tước Cumberland và quân đội của ông. Sau hậu quả của cuộc nổi loạn đó, nghị viện đã quyết định thành lập thêm các trung đoàn Cao Nguyên cho quân đội để định hướng năng lượng của những người nói tiếng Gael, được gọi là "chủng tộc mạnh mẽ và gan dạ".
Năm 1782, thông qua những nỗ lực của Hiệp hội Cao nguyên của Luân Đôn, "Đạo luật Ăn mặc 1746" đã bị bãi bỏ.

### Thế kỷ 19
Sự hồi sinh lãng mạn của Kilt đã đạt đến trạng thái như một lời xin lỗi với chuyến thăm cấp nhà nước của Vua George IV tới Edinburgh. Ông là quốc vương đầu tiên của Anh mặc trang phục truyền thống Cao nguyên. Bằng cách này Vua George đã thiết lập cho váy Kilt trở thành trang phục thời thượng trong giới quý tộc Scotland.
Trong suốt thế kỷ 19, sự bảo trợ quý tộc tiếp tục cung cấp như một bước đệm cho phong cách trang phục dân tộc, Kilt dần được thông qua trong quy tắc trang phục buổi sáng và tối.
Từ những năm 1840, Kilt đã được thúc đẩy việc sản xuất trang phục Cao Nguyên phổ biến, khi Nữ vương đã được mở rộng tầm mắt bởi Vua George Đệ tứ đến vùng đất Scotland.
Năm 1852, Albrecht xứ Sachsen-Coburg và Gotha đã mua Lâu đài Balmoral ở Aberdeenshire cho vợ là Victoria của Anh và bắt đầu mở rộng nơi đây thành Lâu đài phù hợp với Hoàng thất Anh. Các trang trí nội thất trong lâu đài và cũng đáng chú ý nhất là các phòng riêng của nữ vương, đều được trang trí bằng vải Tartan. Chính Victoria của Anh đã được mặc những chiếc váy dệt tartan của Vương tộc Steward và tạo ra sọc tartan cho riêng bà, làm dấy lên một xu hướng cho thời trang Tartan trên toàn thế giới.
Tuy nhiên, mãi đến thế kỷ 20, phụ nữ mới đón nhận Kilt như văn hóa thời trang.
Sau Thế chiến II, một phiên bản đơn giản của kilt đã xuất hiện dưới dạng một chiếc váy xếp nếp, ở phần thắt lưng và được trang bị gần mép váy bằng một chiếc ghim lớn. Trang phục kilt cũng phổ biến với phụ nữ thuộc tầng trung lưu và thượng lưu, nó cũng tạo thành một bộ đồng phục của các trường tư lập ở Vương Quốc Anh và Hoa Kỳ, do đó Kilt duy trì được ý nghĩa của sự giàu có và đặc quyền của giai cấp.

### Thế kỷ 20 trở đi
Cuối thế kỷ 20, khi Scotland đạt được một mức độ tự tin về văn hóa và chính trị mới, một nhóm thế hệ thuộc những người Scotland trẻ tuổi đã thể hiện thời trang, văn hóa của riêng họ với áo phông hoặc áo len, áo khoác denim hoặc đôi bốt chunky, mặc dù vẫn giữ được các bản sắc dân tộc.

## Tiêu chuẩn chung

### Kilt lớn

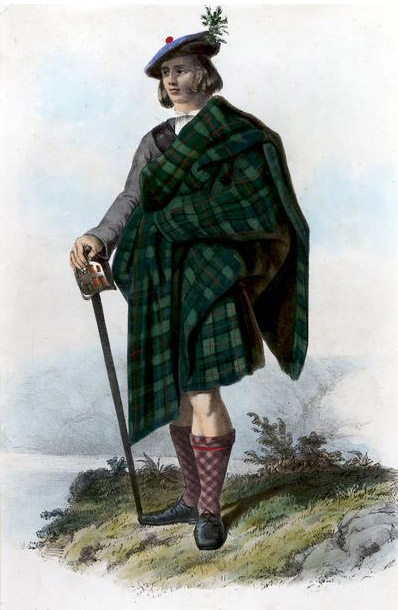
Một chiếc váy Kilt lớn (féileadh-mór) được minh họa bởi RR McIan, năm 1845.

Cả hai thuật ngữ féileadh-mór và breacan an fhéilidh đều là các thuật ngữ từ ngôn ngữ Gaelic.
Kilt lớn là tiêu chuẩn trang phục cho nam giới Scotland từ cuối thế kỷ 16 cho đến giữa thế kỷ 18. Váy Kilt lớn cũng là tiền thân của Kilt nhỏ được thiết kế hiện đại.
Trong thực tế, váy Kilt đại diện cho hai mảnh vải len dày được khâu lại với nhau. Chiều dài của váy có thể dao động từ khoảng 4,1 đến 8,2 mét vải, rộng 56-60 inch (khoảng 142-151 cm), nhưng chiều dài phổ biến nhất là từ 5,5 đến 6,5 mét. Các nếp gấp trên một phần của vải được chọn bằng tay và cố định vào đai bằng một đai rộng. Phần chiều dài của váy có thể được ném qua vai trái và được sử dụng như một chiếc áo choàng hoặc được buộc chặt vào thắt lưng.
Do thời tiết khắc nghiệt và địa hình hiểm trở của vùng núi cao nguyên Scotland, váy Kilt lớn có nhiều lợi thế. Ngoài ra, Kilt lớn được sử dụng như một tấm chăn.

### Kilt nhỏ

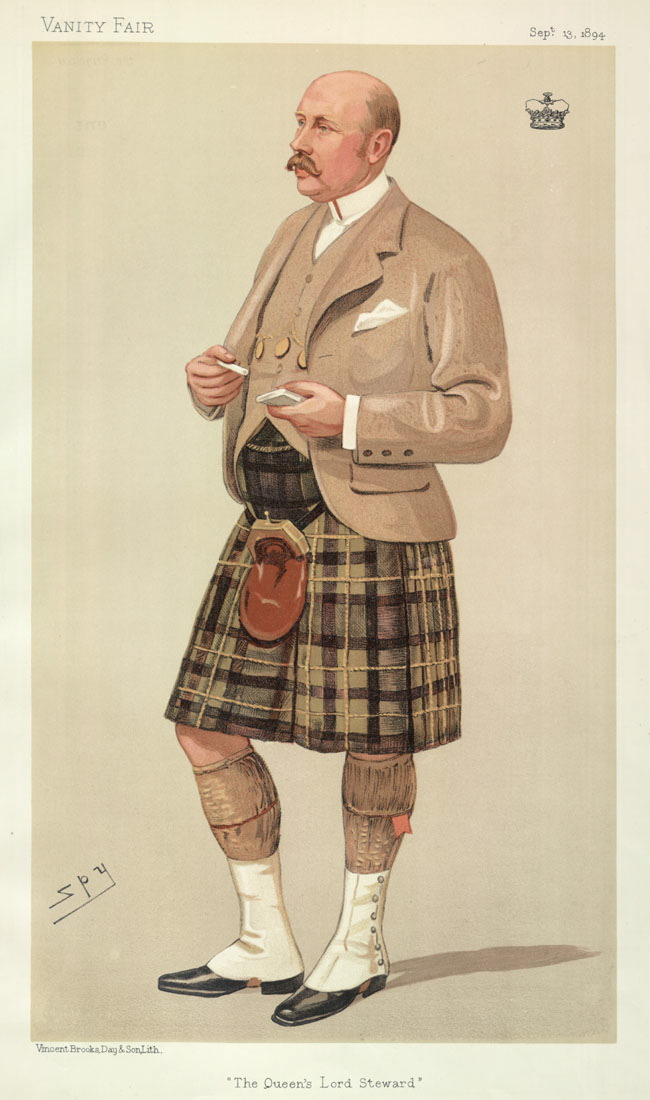
Minh họa chiếc Kilt nhỏ, năm 1894

Về cơ bản, Kilt nhỏ (Tiếng Gael Scotland: fèileadh beag) chỉ phần váy nửa dưới của một chiếc Kilt lớn. 
Vào năm 1746, Kilt nhỏ trở nên phổ biến ở Cao nguyên Scotland và phía bắc vùng đồng bằng Scotland, mặc dù Kilt lớn vẫn tiếp tục được sử dụng ngày nay.
Thiết kế của váy Kilt nhỏ đã được trung đoàn cao nguyên của Quân đội Anh áp dụng làm đồng phục quân sự.

## Yếu tố màu sắc
Hầu hết các gia tộc chiến binh vùng Cao nguyên đều sở hữu những kẻ sọc ca rô riêng, thường có niên đại từ thế kỷ 19.
Trong lịch sử, các thiết kế vải tartan được liên kết với các khu vực vùng thấp và cao nguyên, thợ dệt có xu hướng sản xuất các chiếc váy kilt với màu sắc đại diện cho mỗi gia tộc đó. Theo cơ sở dữ liệu của Cơ quan Tartans Scotland vào năm 2004 có xấp xỉ 3,500 mẫu dệt tartan được đăng ký.

### Vải
Kilt thường được dệt bằng len, vải lanh, theo mô hình các sọc màu theo một hoặc cả hai hướng. Điều này hình thành một mô hình của sọc ca rô hay hình ô vuông. Trong số những người giàu có, người ta thường mặc một chiếc váy ngắn làm từ vải lanh mịn, và trong vài trường hợp là trang phục hoàng gia, thậm chí từ lụa.

## Sử dụng

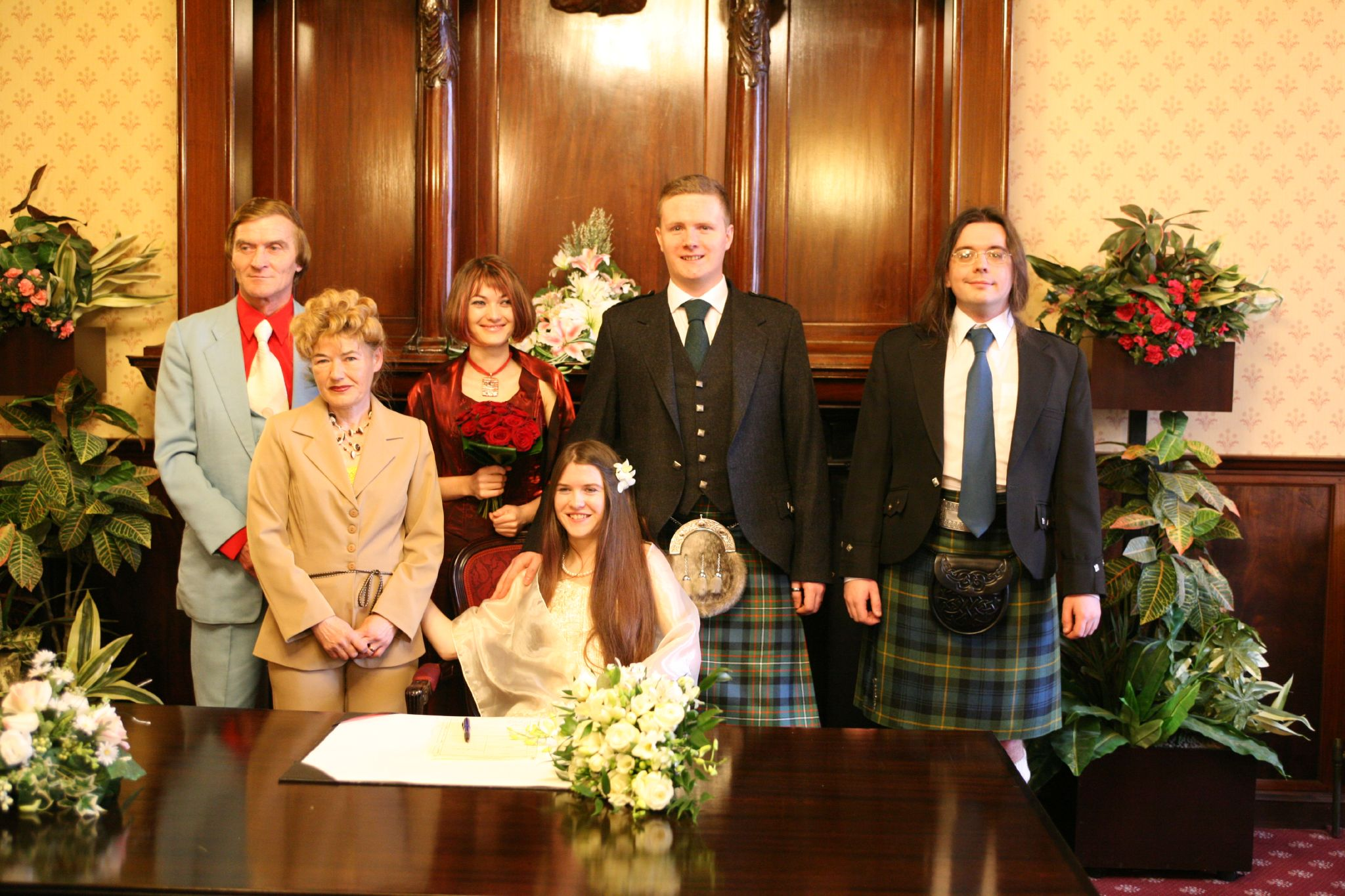
Một buổi lễ cưới truyền thống của người Scotland tại Edinburgh.

Ngày nay, hầu hết người Scotland coi váy Kilt là trang phục dân tộc hay quốc phục. Mặc dù vẫn còn một vài người mặc kilt hàng ngày, nhưng chúng thường được sở hữu hoặc thuê để mặc trong đám cưới hoặc các dịp trang trọng khác.
Kilts cũng được sử dụng cho các cuộc diễu hành nhóm như Lữ đoàn Nam và hướng đạo, và ở nhiều nơi khác kilt là trang phục tại các trò chơi vùng cao nguyên của cộng đồng văn hóa người Scotland. Ban nhạc kèn túi cũng như được mặc tại các điệu nhảy của Scotland.

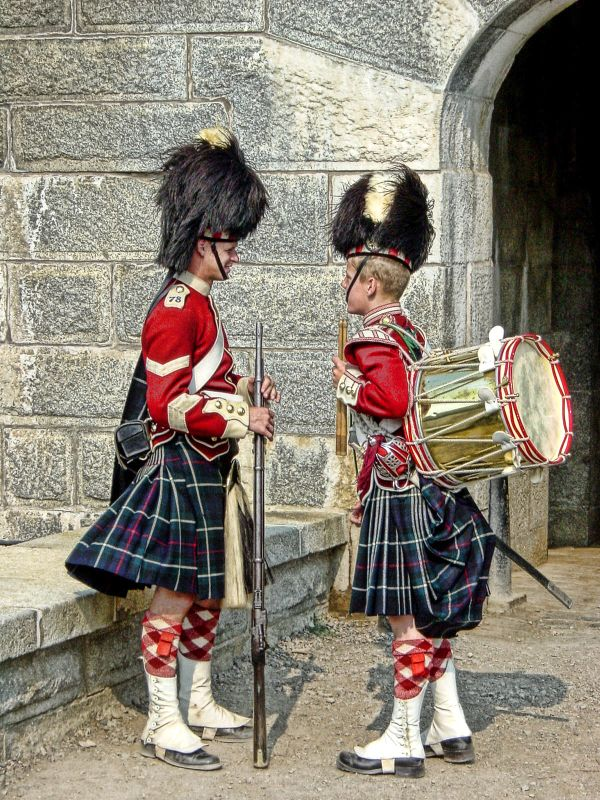
Hai người lính mặc kilt tại Canada.

Một số trung đoàn, đơn vị của Quân đội Anh và quân đội của các quốc gia Khối thịnh vượng chung khác (bao gồm Úc, Canada, New Zealand và Nam Phi) với các di sản của Scotland vẫn tiếp tục kế thừa chúng như một phần của đồng phục nghĩa vụ, mặc dù họ chưa được sử dụng trong chiến đấu từ năm 1940.

## Văn hóa Celtic
Mặc dù không phải là một thành phần truyền thống của trang phục dân tộc, bên ngoài Scotland hay Ai-len, gần đây Kilt đã trở nên phổ biến ở các vùng Celtic khác như một dấu hiệu nhận biết của văn hóa Celtic. Vì thế, Kilt và tartan cũng có thể được nhìn thấy ở Wales, Cornwall, Đảo Man, Brittany và Galicia (Tây Ban Nha).
Mặc dù không được coi là một văn hóa của Celtic, vùng Northumbria cũng đã được cho phép.
Brittany (Pháp) là quê hương truyền thống của người Breton và được Liên đoàn Celtic công nhận. Hiện tại có mười sáu vùng nói tiếng Breton sở hữu sọc Tartan chính thức được ghi nhận trong Cơ quan đăng ký Tartan Scotland.
Bao gồm: vùng Brittany trung tâm, Brittany Walking, Kerne, Leon, Tregor, Gwened, Dol, St. Malo, Rennes, Nantes, St. Brieuc). Những vùng khác gần đây đã được tạo ra cho các khu vực nhỏ hơn thuộc Brittany (Ushent, Bro Vigoudenn và Menez Du "Black Mountain").